# Felix Mendelssohn-Bartholdy
Felix Mendelssohn-Bartholdy, właśc. Jakob Ludwig Felix Mendelssohn Bartholdy (ur. 3 lutego 1809 w Hamburgu, zm. 4 listopada 1847 w Lipsku) – niemiecki kompozytor okresu romantyzmu.

## Życiorys
Jego ojcem był Abraham Mendelssohn-Bartholdy, bankier, syn wybitnego filozofa żydowskiego Mojżesza Mendelssohna. Rodzina Felixa przyjęła jednak chrześcijaństwo (Protestantyzm) i w 1812 przeprowadziła się do Berlina. Jego siostra Fanny Mendelssohn (później Fanny Hensel) była znaną pianistką i kompozytorem amatorem.
Zaczął uczyć się gry na fortepianie pod kierunkiem matki, gdy miał sześć lat, a od siódmego roku życia uczyła go Marie Bigot w Paryżu. Od 1817 studiował kompozycję u Carla Friedricha Zeltera, uważanego za najlepszego pedagoga w Berlinie. Prawdopodobnie pierwszy publiczny koncert (z towarzyszeniem orkiestry kameralnej) dał w wieku dziewięciu lat. Jako dziecko podejmował próby kompozytorskie, pierwszy utwór – kwartet fortepianowy – opublikował w wieku trzynastu lat. Młodego Mendelssohna poznał i obdarzył sympatią Goethe.
Odznaczony został pruskim orderem Pour le Mérite (1842).

## Twórczość
Pierwszą symfonię Mendelssohn napisał w wieku piętnastu lat, a gdy miał siedemnaście, skomponował uwerturę koncertową do Snu nocy letniej Szekspira, który jest jego najbardziej znanym utworem. Dzieło to dokończył w 1842, komponując pozostałe części suity: Intermezzo, Nocturne, Dance, Scherzo i Marsz weselny, który rozsławił cały utwór.
W 1827 wystawiono po raz pierwszy jego operę, Die Hochzeit des Camacho.
W 1830 Mendelssohn napisał uwerturę koncertową Hebrydy, utwór popularny do dzisiaj. Inspiracją do niego były podróże do Szkocji, które odbył pod koniec lat 20. XIX wieku. Podobne źródło można wskazać w przypadku III Symfonii (Symfonia Szkocka), która była pisana z przerwami od 1830 do 1842. W czasie swego życia Mendelssohn często podróżował po Europie; wizyta we Włoszech zainspirowała jedno z jego najbardziej znanych dzieł, IV Symfonię, której ostateczna wersja została ukończona w 1834. W sumie Mendelssohn skomponował pięć symfonii, a także m.in. dwa koncerty fortepianowe – g-moll (1831) i d-moll oraz słynny koncert skrzypcowy e-moll, który dzisiaj jest uważany za żelazny repertuar młodych skrzypków.
Oprócz muzyki symfonicznej Mendelssohn komponował również muzykę kameralną. Do tego nurtu twórczości należy oktet smyczkowy z 1825, kwartety smyczkowe, trio fortepianowe oraz solowa muzyka fortepianowa (Pieśni bez słów).
W twórczości kompozytora nie brakuje też muzyki religijnej – części mszalnych, kantat, chorałów, a wśród nich duże formy wokalno-instrumentalne – oratoria Święty Paweł z 1836 i Eliasz z 1846. Widoczny w nich jest duży wpływ twórczości Bacha. Zresztą Mendelssohnowi muzyka Bacha zawdzięcza swój wielki powrót na sceny koncertowe, ponieważ do tego czasu pozostawała ona praktycznie nieznana szerszej publiczności. Wielkim sukcesem stało się wykonanie w 1829 pod kierunkiem Mendelssohna Pasji według św. Mateusza Bacha; było to pierwsze wykonanie tego utworu od śmierci kompozytora.
Osiągnięcia kompozytorskie Mendelssohna dotyczą przede wszystkim formy. Należy do nich między innymi stworzenie romantycznego typu koncertu, innego niż w stylu brillant – z 3 częściami wykonywanymi bez przerw, bez ekspozycji orkiestry i wirtuozowskiej kadencji solisty. Jego Pieśni bez słów są wzorem romantycznej liryki instrumentalnej.
Mendelssohn pod koniec życia był chory, prawdopodobnie śmierć jego siostry Fanny w maju 1847 przyczyniła się również do rozwoju depresji. Felix Mendelssohn zmarł w wieku 38 lat.
Pierwsze wykonanie Marsza weselnego odbyło się na ślubie Dorothy Carew i Toma Daniela w kościele św. Piotra w Tiverton 2 czerwca 1847. Już po jego śmierci w kaplicy królewskiej St. James’s Palace w Londynie podczas ślubu księżnej Wiktorii Koburg (najstarszej córki królowej Wiktorii) z księciem Fryderykiem Hohenzollernem (późniejszym cesarzem Niemiec) po raz pierwszy na ślubie pary królewskiej, 25 stycznia 1858, wykonano znany Marsz weselny. Wyboru utworu dokonała panna młoda.

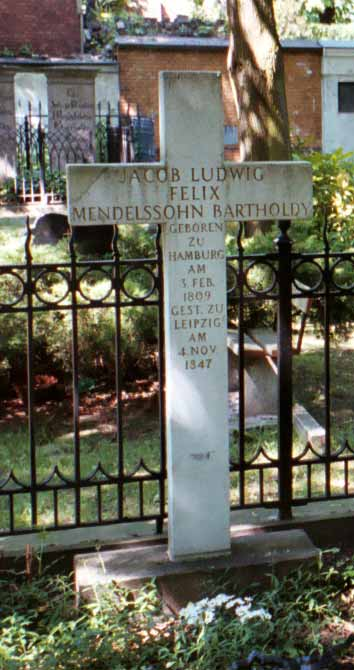
Grób Mendelssohna

### Kompozycje
Religijne utwory wokalno-instrumentalne
- Magnificat (1822)
- Christe, du Lamm Gottes (1827) – kantata chorałowa na chór i orkiestrę
- Te Deum D-dur (1826) – na 2 głosy solo, 2 chóry i b.c.
- Tu es Petrus op. 111 (1827) – na chór i orkiestrę
- Jesu, meine Freude (1828) – kantata chorałowa na 2 chóry i orkiestrę
- Wer nur den lieben Gott lässt walten (1829) – kantata chorałowa na głos solo, chór i orkiestrę
- O Haupt voll Blut und Wunden (1830) – kantata chorałowa na bas solo, chór i orkiestrę
- Vom Himmel hoch (1830) – kantata chorałowa na sopran i baryton solo, chór i orkiestrę
- Nicht unserm Namen, Herr (Psalm 115) op. 31 (1830) – na sopran, tenor i baryton solo, chór i orkiestrę
- 3 Motety łacińskie op. 39 (1830) – na 3-głosowy chór żeński i organy
- Wir glauben all’ an einen Gott (1831) – kantata chorałowa na chór i orkiestrę
- Ach Gott, vom Himmel sieh’ darein (1832) – kantata chorałowa na chór i orkiestrę
- Te Deum A-dur (1832) – na sopran, alt, tenor i bas solo, chór i organy
- Responsorium et Hymnus op. 121 (1833) – na tenor solo, chór męski, wiolonczelę i organy
- Paulus (św. Paweł) op. 36 (1836) – oratorium
- Wie der Hirsch schreit nach frischem Wasser (Psalm 42) op. 42 (1837) – na sopran, 2 tenory, 2 basy, organy i orkiestrę
- Kommt, laßt uns anbeten (Psalm 95) op. 46 (1838) – na 2 soprany, tenor, bas, chór i orkiestrę
- Da Israel aus Ägypten zog (Psalm 114) op. 51 (1839) – na 2 chóry i orkiestrę
- 3 Hymny op. 96 (1842) – na głosy solowe, chór i orkiestrę
- Salve Regina (1842) – na sopran i smyczki
- Singet dem Herrn ein neues Lied (Psalm 98) op. 91 (1843) – na 2 chóry, organy i orkiestrę
- 3 Psalmy op. 78 (1844) – na 3 chóry
- Lauda Sion op. 73 (1846) – na sopran, alt, tenor, bas, chór i orkiestrę
- 5 Motetów op. 79 (1846) na chór
- Die Deutsche Liturgie (1846) – na 2 chóry
- Elijah (Eliasz) op. 70 – oratorium
- Christus (Erde, Hölle und Himmel) op. 97 – oratorium (nieukończone)

Orkiestrowe
- I Symfonia c-moll, op. 11 (1824)
- II Symfonia B-dur „Pieśń pochwalna”, op. 52 (1840)
- III Symfonia a-moll „Szkocka”, op. 56 (1830–1831/1842)
- IV Symfonia A-dur „Włoska”, op. 90 (1833)
- V Symfonia D-dur/d-moll „Reformacyjna”, op. 107 (1830)
- Uwertura według Snu Nocy Letniej W. Szekspira Ein Sommernachtstraum
- Marsz D-dur
- Uwertura C-dur na ork.dętą
- 2 koncerty fortepianowe g-moll, d-moll
- 2 koncerty skrzypcowe e-moll, d-moll
- 13 symfonii na orkiestrę smyczkową: I C-dur, II D-dur, III e-moll, IV c-moll, V B-dur, VI Es-dur, VII d-moll, VIII D-dur, IX C-dur, X h-moll, XI F-dur, XII g-moll, XIII c-moll
- Ruy Blas, uwertura według V. Hugo
- Hebrydy, uwertura koncertowa
- Koncert podwójny d-moll na skrzypcowy i fortepianowy z towarzyszeniem orkiestry smyczkowej

Utwory kameralne
- Kwartet smyczkowy nr 1 Es-dur, op. 12
- Kwartet smyczkowy nr 2 a-moll, op. 13
- Kwartet smyczkowy nr 3 d-moll, op. 44/1
- Kwartet smyczkowy nr 4 e-moll, op. 44/2
- Kwartet smyczkowy nr 5 Es-dur, op. 44/3
- Kwartet smyczkowy nr 6 f-moll, op. 80
- Kwartet fortepianowy d-moll
- Kwartet fortepianowy c-moll
- Kwartet fortepianowy f-moll
- Kwartet fortepianowy h-moll
- Trio fortepianowe c-moll
- Trio fortepianowe d-moll
- Fuga Es-dur na kwartet smyczkowy

Utwory fortepianowe
- 3 sonaty E-dur, g-moll, B-dur
- Wariacje Es-dur
- Variations sérieuses
- Fantazja c-moll, fis-moll
- Scherzo h-moll
- Capriccio E-dur
- Etiuda f-moll
- Rondo capriccioso E-dur
- 3 preludia B-dur, b-moll, D-dur
- 3 fugi d-moll, d-moll, h-moll
- 7 charakterstische Stucke

Utwory organowe
- 6 sonat op. 65
- 3 preludia i fugi op. 37
- Pojedyncze utwory, m.in. Trzy fugi (1839), Allegro d-moll (1844), Andante D-dur (1844) czy wcześniejsze wersje części sonat z op. 65

## Instrumenty
Do swoich występów fortepianowych Mendelssohn używał instrumentów od wiedeńskiego budowniczego Conrada Grafa. W 1832 roku poprosił Aloysa Fuchsa, aby kupił mu fortepian Grafa, i dostarczył go do jego domu rodzinnego w Berlinie. Mendelshohn był tak zadowolony z tego instrumentu, że zdecydował się zamówić u Grafa jeszcze dwa fortepiany: jeden dla siebie, a drugi dla narzeczonej swojego brata.